# بلوار سن-ژرمن

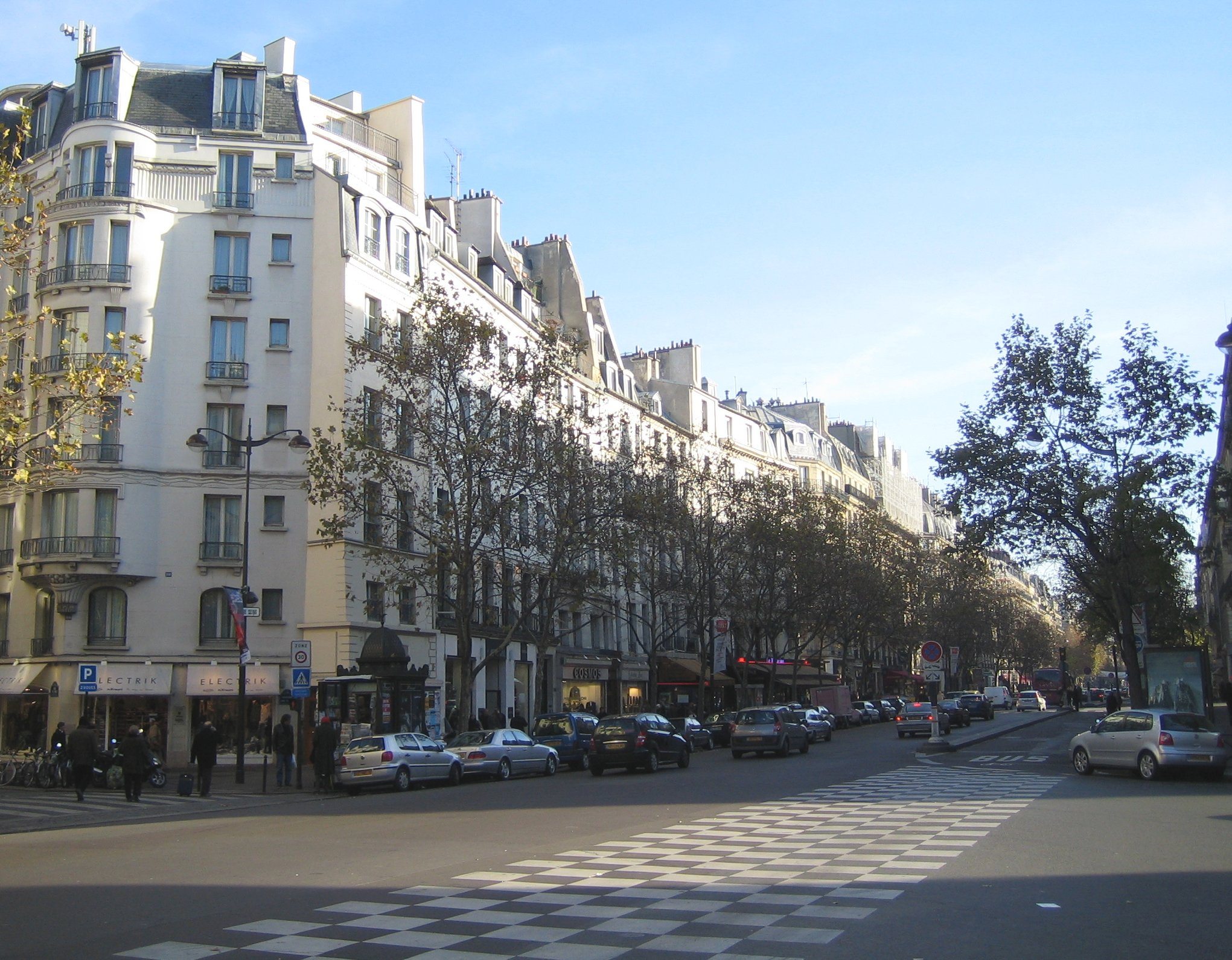
بلوار سن ژرمن در نبش خیابان بوسی

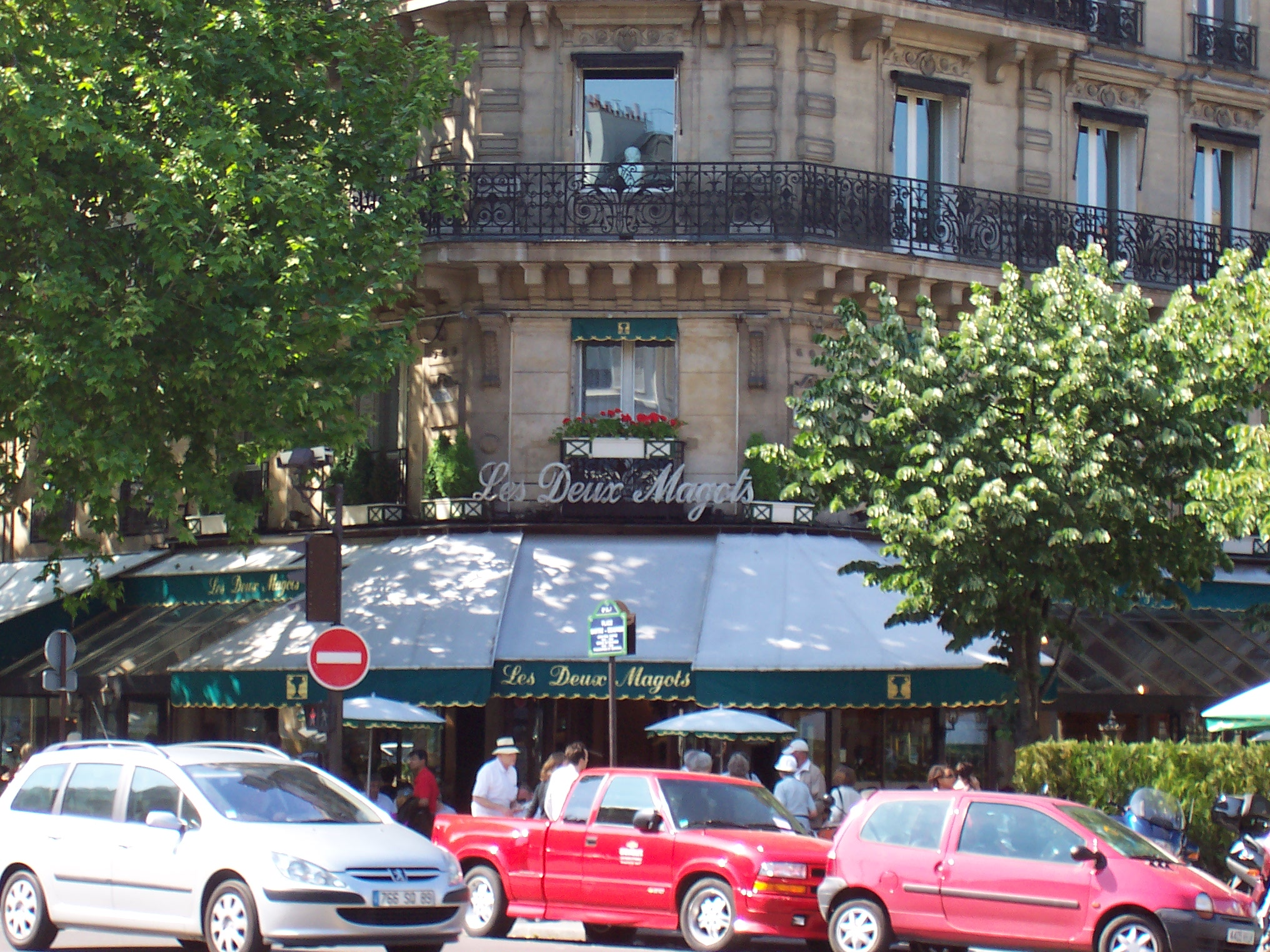
Les Deux Magots

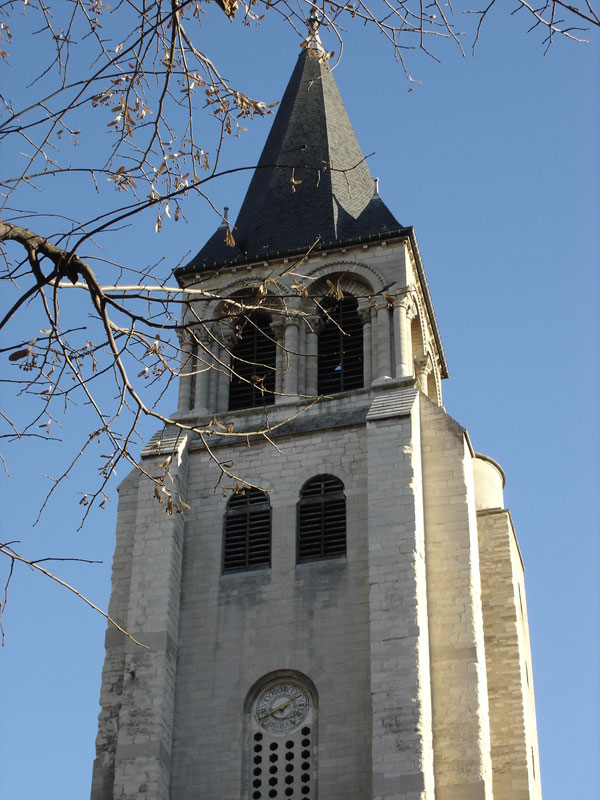
سن ژرمن د پره، کلیسای ابی

بلوار سَن-ژِرمَن(به فرانسوی: Boulevard Saint-Germain)بلوار وسیعی در پاریس می‌باشد که در سمت جنوبی رود سن واقع شده‌است.

## موقعیت بلوار سن-ژرمن
طول این بلوار ۳۱۵۰ متر و عرض آن حدود ۳۰ متر می‌باشد. سن ژرمن به صورت نیم دایره از پل سولی در شرق، به پل کنکورد در غرب می‌پیچد و از منطقه ۵ پاریس ،  منطقه ۶ پاریس  و منطقه ۷ پاریس می‌گذرد. در نیمه راه با بلوار سن-میشل تقاطع می‌کند. بلوار سن ژرمن نامش را از کلیسای سن ژرمن دپره که در انتهای خیابان رن واقع شده‌است، به عاریت گرفته و تاریخ آن مربوط به به قرون وسطی می‌باشد.
بلوار سن-ژرمن بخاطر محله‌هایی که در مسیرش واقع شده‌اند بسیار معروف می‌باشد این محله‌ها عبارتند از:
- مسیر اصلی محله لاتن با بلوار سن-میشل.
- محله سن-ژرمن دپره که نامش را از آن به عاریت گرفته‌است.
- حومه سن-ژرمن که مرکز هتل‌های بسیار مجلل می‌باشد و مارسل پروست نویسنده فرانسوی در کتاب خود بنام در جستجوی زمان از دست رفته آن را توصیف نموده است.

در زاویه خیابان بناپارت صومعه سن-ژرمن دپره قرار دارد، علت این نامگذاری این است که از کلیسای سن-ژرمن آکزروا متمایز باشد. 
روبروی صومعه کافه دو مگو قرار گرفته که یکی از سه زاویه "مثلث طلایی" است که شامل براسری لیپ (la brasserie Lipp)که بخاطر رفت‌وآمد شخصیت‌های سیاسی معروف می‌باشد و همچنین کافه فلور که محل رفت‌وآمد شخصیت‌های ادبی معروف همچون ژان پل سارتر و سیمون دوبوار بوده‌است، می‌باشد. 
بعد از جنگ جهانی دوم بلوار سن-ژرمن مکان فرهنگی و پایگاه روشنفکران گردید. 
امروزه بلوار سن-ژرمن شامل بوتیک مارک‌های معروف از جمله جورجیو آرمانی و ریکیل می‌باشد.